# المسرعات (إنترنت إكسبلورر)
المُسرِّعات (بالإنجليزية: Accelerators)‏ أو مُسرِّعات إنترنت إكسبلورر (بالإنجليزية: Internet Explorer Accelerators)‏ هي إضافة مُتصفح محددة يتم تشغيلها في متصفح الويب «إنترنت إكسبلورر» تُمكِّن للمُستخدمين إمكانيَّة إكمال مهمة معينة خلال النقر عليها. تسهُم في تسريع أداء المتصفح للمُستخدم أو تُضيف مِيزات إضافيَّة للمُتصفح. أُضيفت المِيزة بواسطة مايكروسوفت لأوَّل مرَّة في إنترنت إكسبلورر 8.

## الاستعمال
تتضمَّن الإضافة مجموعة مُختلفة من الإجراءات، يُمكن للمُستخدم اختيار الإجراء الذي يراهُ مُناسبًا؛ حيثُ يقوم بتمييز النص المطلوب تنفيذ الأمر عليه، خلال تحديده بالمؤشِّر. مِن هذه الميزات: إرسال النص بالبريد الإلكتروني أو البحث عنه أو ترجمته وغير ذلك (اختصارًا لعملية القص والنسخ واللصق).
عند تحديد أي جزء من النص على أيَّة صفحة ويب، سيظهر زر المُسرِّعات (على شكل مُربع)؛ يُمكن النقر فوق هذا الزر لرؤية قائمة إضافات المُسرِّعات. (يُمكن أيضًا الوصول إلى المسرّعات من القائمة المُنبثقة التي تظهر بالنقر بزر الفأرة الأيمن).

## التاريخ

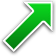
أيقونة الأولى لزر "الأنشطة" (الإصدار الأول والسابق).

أُعلن عن الوظيفة أثناء إصدار إنترنت إكسبلورر 8 تحت اسم «الأنشطة».(بالإنجليزية: activities)‏

### إنهاء الدَّعم
أُلغي دعم المُسرِّعات لأول مرَّة عند إصدار مُتصفح الويب مايكروسوفت إيدج، وهو المُتصفح اللاحق لإنترنت إكسبلورر، ولم تَعد مُستخدمة نهائيًّا عند إنهاء دعم إنترنت إكسبلورر (إضافةً إلى الميزات الأُخرى التي أُنهي دعمها عند إصدار المُتصفح الجديد).